# Tectocepheidae
Tectocepheidae zijn  een familie van mijten. Bij de familie zijn 4 geslachten met circa 35 soorten ingedeeld.